# Подгорное (Чечня)
Подго́рное (чечен. Макан-КIотар) — село в Надтеречном районе Чеченской Республики. Является административным центром Подгорненского сельского поселения.

## География

Подгорненское сельское поселение на карте Надтеречного района

Село расположено на правом берегу реки Терек, в 35 км к юго-востоку от районного центра Знаменское.
Ближайшие населённые пункты: на севере — станица Савельевская, на юге — село Побединское, на северо-западе — сёла Мекен-Юрт, Надтеречное и Верхний Наур, на юго-западе — сёла Минеральный и Зебир-Юрт, на востоке — станица Калиновская, на юго-востоке — село Кень-Юрт.

## История
В 1977 году Указом Президиума ВС РСФСР хутор Конев переименован в село Подгорное.

## Население
| 1990  | 2002  | 2010  | 2012  | 2013  | 2014  | 2015  |
| ----- | ----- | ----- | ----- | ----- | ----- | ----- |
| 1022  | ↗1617 | ↗1693 | ↗1754 | ↗1790 | ↗1814 | ↗1852 |
| 2016  | 2017  | 2018  | 2019  | 2020  | 2021  | 2023  |
| ↗1872 | ↗1908 | ↗1925 | ↗1948 | ↗1949 | ↗2039 | ↗2065 |
| 2024  |       |       |       |       |       |       |
| ↘2048 |       |       |       |       |       |       |

## Тайпы
- Кей
- Аллерой
- Орстхой[21]
- Энгеной
- Зандакой
- Терлой
- Чартой
- Чентий
- Шуотой

## Образование
- Подгорненская государственная средняя общеобразовательная школа[22].